# Nicolas Laugier
Nicolas Laugier, né à Tarascon le 2 mars 1777 et mort dans la même ville le 11 mars 1829, était un militaire du Premier Empire qui servit comme tambour au Pont d'Arcole, au passage du Danube, Austerlitz, et fut l'un des premiers titulaires de la Légion d'honneur.

## Biographie
Né à Tarascon dans une famille nombreuse, il était le fils d'un courtier de blé. Selon la légende, le jeune Nicolas se serait rendu par tous les temps, comme le pain manquait, chercher un peu de nourriture à la caserne, où les soldats distribuaient de la soupe aux enfants pauvres. C'est ainsi que l'amour du métier des armes serait né dans son âme de l'enfant.
En 1792, le jeune patriote Nicolas Laugier a juste quinze ans. Il s'enrôle le 27 septembre 1792 et marche à la frontière des Alpes avec tous les jeunes volontaires de Provence. Mais, trop jeune pour se battre et pour porter un fusil, on le nomme tambour, emploi qu'il conserva durant toute sa vie militaire. Toujours au premier rang, battant la charge, il va de batailles en batailles et est blessé à la tête au combat du col de Raoux dans les Alpes-Maritimes. À peine remis, il repart dans la fameuse Armée d'Italie, sous les ordres d'un chef qui allait devenir célèbre : le Général Bonaparte. Il assiste aux victoire de Volti, Monteligino, Dego et Arcole.
Dès le Consulat, il est fait membre de la Légion d'honneur le 24 septembre 1803. Il avait reçu antérieurement, de Bonaparte lui-même, des baguettes d'Honneur en acajou avec les deux bouts en argent « pour action d'éclat à la bataille d'Arcole et au passage du Danube, pénétrant le premier dans les retranchements ennemis. ». 
Par la suite, il parcout l'Europe, dans les rangs de la Grande Armée, au 3e Corps, sous les ordres du Maréchal Davoust puis des généraux Bisson,  Caffarelli et Morand. Il est présent à Austerlitz,  Auerstaedt, Eylau...
Admis à la retraite en octobre 1808 alors qu'il était tambour-maître au 51e régiment d'infanterie de ligne, il rentre dans sa ville natale et y exerce la paisible profession de quincailler.
Une plaque commémorative a été placée en son honneur à Tarascon sur sa maison au no 14 de la rue Lubière. On peut y lire l'inscription suivante :

| Dans cette maison Mourut Nicolas LAUGIER Tambour du pont d'Arcole Tarascon le 2 mars 1777 11 mars 1829 Hommage de sa Ville. |

## Sources
- Dossier de Légion d'honneur de Nicolas Laugier.